# Urakawa
Urakawa (浦河町?) è una cittadina giapponese della prefettura di Hokkaidō.